# Janostrów (Lublin)
Janostrów [pronunciación en polaco: /jaˈnɔstruf/] es un pueblo ubicado en el distrito administrativo de Gmina Dubienka, dentro del Condado de Chełm, Voivodato de Lublin, en Polonia oriental, cercano a la frontera con Ucrania. Se encuentra aproximadamente a 5 kilómetros al suroeste de Dubienka, a 30 kilómetros al sureste de Chełm, y a 94 kilómetros al este de la capital regional Lublin.